# Óscar Borda
Óscar Hernán Borda Santos  (Quibdó, 23 de noviembre de 1966) es un actor de cine y televisión colombiano. Es reconocido por participar la serie de El capo y en la película Perro come perro que lo hizo ganador del premio a mejor actor, durante el Tercer Encuentro de Profesionales Afrocolombianos y Segundo Afroamericano realizado en Brasil.

## Biografía
Nació en Quibdó, en la década de los 80 viajó a la ciudad de Bogotá a estudiar educación física y ser jugador de fútbol en Santa Fe y su hermano Hansel Camacho.  Se casó con Janeth Rodríguez con quien tiene dos hijos: Sergio y Valeria.

## Filmografía

### Televisión
| Año       | Título                   | Personaje                              | Cadena             |
| --------- | ------------------------ | -------------------------------------- | ------------------ |
| 1988      | Los colores de la fama   |                                        | Cadena Dos         |
| 1989      | Sol de cenizas           |                                        | Cadena Dos         |
| 1989-1991 | Azúcar                   | Ignacio Solaz (Adulto)                 | Cadena Dos         |
| 1990      | La vida es un baile      |                                        | Cadena Dos         |
| 1991      | Laura por favor          |                                        | Cadena Dos         |
| 1992      | La mujer doble           |                                        | Cadena Uno         |
| 1992      | Si mañana estoy viva     |                                        | Cadena Uno         |
| 1993      | Dulce ave negra          | Elías                                  | Cadena Uno         |
| 1994      | Momposina                |                                        | Canal A            |
| 1994-1995 | Café, con aroma de mujer | Harold McLain                          | Canal A            |
| 1995      | Hombres de honor         | Sargento Segundo Eduardo Benítez       | Cadena Uno         |
| 1997      | Cartas de amor           |                                        | Canal A            |
| 1998      | Perro amor''             | Ricardo Pérez / Rocky París            | Canal 1            |
| 2000      | Se armó la gorda         | Jimmy Henao                            | Caracol Televisión |
| 2002      | Francisco el matemático  | Édgar                                  | Canal RCN          |
| 2003-2004 | Retratos                 |                                        | Canal RCN          |
| 2004      | Casados con hijos        | Johny Lozano Ep: Lo sano es con Lozano | Caracol Televisión |
| 2006      | Amores cruzados          | Ismael Colón                           | Azteca Trece       |
| 2007      | Tiempo final             | Comisario                              | Fox Channel        |
| 2008-2009 | Sin senos no hay paraíso | Guerrillero                            | Telemundo          |
| 2009-2010 | El capo                  | Osvaldo Tovar 'Tato'                   | Canal RCN          |
| 2009-2010 | Victorinos               | Antonio Durán "Pantera"                | Telemundo          |
| 2010-2011 | Ojo por ojo              | Tin Puyua                              | Telemundo          |
| 2012-2013 | El capo 2                | Osvaldo Tovar 'Tato'                   | Canal RCN          |
| 2012-2013 | Corazones blindados      | Gonzalo Góngora 'Gongo'                | Canal RCN          |
| 2014      | El capo 3                | Osvaldo Tovar 'Tato'                   | Canal RCN          |
| 2016      | Contra el tiempo         | Pablo Calvo                            | Canal RCN          |
| 2016      | Azúcar                   | Lucio Souza                            | Canal RCN          |
| 2018      | Nuevos Caminos           | Don Juan                               | Canal TRO          |
| 2020      | Operación Pacifico       | Copete                                 | Telemundo          |
| 2021      | MalaYerba                | Marlon                                 | Starzplay          |
| 2022      | Ritmo salvaje            | Julio                                  | Netflix            |
| 2022      | Primate                  | Hugo                                   | Prime Video        |

## Cine
| Año  | Título                           | Personaje       |
| ---- | -------------------------------- | --------------- |
| 2017 | Hombres a la carta               |                 |
| 2016 | Un Caballo Llamado Elefante      |                 |
| 2012 | La lectora                       | Mayor Carmona   |
| 2011 | Los pájaros se ven con la muerte | El negro        |
| 2010 | Esclavitud (España-Venezuela)    |                 |
| 2009 | Sin tetas no hay paraíso         |                 |
| 2008 | Perro come perro                 | Eusebio Benítez |
| 2005 | El trato                         |                 |
| 2000 | Juegos bajo la luna              |                 |
| 1999 | La toma de la embajada           | Genaro          |
| 1996 | La nave de los sueños            |                 |

## Premios y nominaciones

### Premios TVyNovelas
| Año  | Categoría              | Telenovela o Serie | Resultado |
| ---- | ---------------------- | ------------------ | --------- |
| 2010 | Mejor Actor de Reparto | El capo            | Ganador   |
| 1999 | Mejor Actor de Reparto | Perro amor         | Nominado  |

### Premios India Catalina
| Año  | Categoría                                    | Telenovela o Serie | Resultado |
| ---- | -------------------------------------------- | ------------------ | --------- |
| 2013 | Mejor Actor de Reparto                       | El capo 2          | Nominado  |
| 2009 | Mejor actor antagónico de telenovela o serie | El capo            | Nominado  |

### Premios por Cine
| Año | Premio                                               | Categoría                                  | Producción       | Resultado |
| --- | ---------------------------------------------------- | ------------------------------------------ | ---------------- | --------- |
|     | Premio Nacional de Cine                              | Mejor actor de reparto                     | Perro come perro | Ganador   |
|     | Kikito de Oro en Festival de Cine de Gramado, Brasil | Mejor actor (compartido con Marlon Moreno) | Perro come perro | Ganador   |
|     | Bogocine                                             | Mejor actor (compartido con Marlon Moreno) | Perro come perro | Ganador   |